# Farzan Athari
Farzan Athari (فرزان اطهری), född 26 juni 1984, är en svensk modell, skådespelare och programledare med iranskt ursprung. Han har varit aktiv inom modevärlden i 23 olika länder och har arbetat med många varumärken och företag.  Han är känd för att ha varit med i tidningar och reklamkampanjer, bland annat med GQ, Men's Health, Coca-Cola, Diesel och Nokia.

## Biografi
År 2006 blev han den första internationella modellen som undertecknade ett modellkontrakt i Iran.
Han debuterade som skådespelare i filmen 40 Years Old (2010)  där han hade en huvudroll med skådespelerskan Leila Hatami från filmen A Separation. Han har även medverkat i The Day Goes and The Night Comes (Shabaane Rooz) (2011).
I april 2013 hade han den manliga huvudrollen i Haifa Wehbe musikvideo Ezzay Ansak. År 2016 släppte Farzan Athari sin första singel på persiska, med titeln Del Dele Irooniye, på Spotify och Radio Javan.
År 2017 var Athari med i en TV-reklam för Betsson tillsammans med Måns Zelmerlöw. År 2019 hade han rollen som Florian i den svenska tv-serien Finaste Familjen. År 2020-2021 var han programledare för Persia's Got Talent, som spelades in i Sverige.

## Kontroverser
I maj 2013 blev han påträffad med 21 gram kokain utanför huvudentrén till sin lägenhet i Burj Khalifa i Dubai. Han dömdes till livstids fängelse för innehav av droger med avsikt att främja. Han fick nästan dödsstraff då två av tre personer röstade för dödsdom. Detta gjorde att London-baserade organisationen Detained in Dubai, som hjälper offer av orättvisa, började företräda honom.  Efter att han skapade en namninsamling på webben,  som fick mer än 65 000 underskrifter av människor som ville att han skulle få en rättvis rättegång. Det gjorde att hans straff sänktes till tio års fängelse i motsvarigheten till hovrätten. Efter överklagan till högsta domstolen fastställdes straffet till tio års fängelse, varpå han spelade in en raplåt i fängelset, Save My Life. I låten ber han Mohammed bin Rashid Al Maktoum, Förenade arabemiratens vice president, statsminister och härskare av Dubai, om nåd. En benådning beviljades då, efter att han suttit i fängelse i nästan tre år. 